# Olginate
Olginate je italská obec v provincii Lecco v oblasti Lombardie.
V roce 2013 zde žilo 7 095 obyvatel.

## Sousední obce
Airuno, Brivio, Calolziocorte, Galbiate, Garlate, Valgreghentino, Vercurago

## Vývoj počtu obyvatel
Zdroj: 